# Сада (Майотта)
Сада (фр. Sada) — коммуна и населённый пункт в островном регионе Майотта, в западной части острова Майотта (Маоре). 
Коммуна состоит из 2-х населённых пунктов: собственно города Сада (9129 жителей, 2012 год) и Мангажу (1 066 жителей, 2012 год). Общее население коммуны составляет 10 195 человек (перепись 2012 года).